# السلالة القسطنطينية

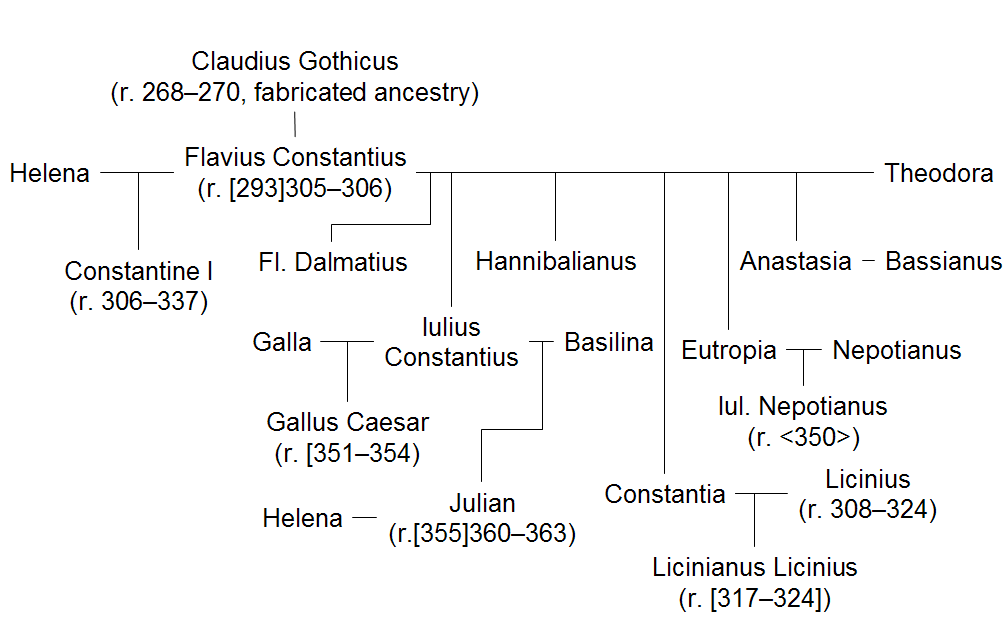

السلالة القسطنطينية هي اسم غير رسمي للعائلة الحاكمة في الإمبراطورية الرومانية من قسطنطيوس كلوروس (توفي 305) إلى وفاة يوليان عام 363. سميت بعد أشهر عضو لها، قسطنطين العظيم الذي أصبح الحاكم الوحيد للإمبراطورية في 324. وتعرف هذه السلالة أيضًا باسم «نيو فلافيا» لأن كل إمبراطور قسطنطيني يحمل اسم فلافيوس، على نحو مماثل لحكام سلالة فلافية الأولى في القرن الأول.